# Plac Wolności we Włocławku
Plac Wolności (dawniej Nowy Rynek) – od ponad stu lat jeden z najbardziej ruchliwych placów Włocławka.

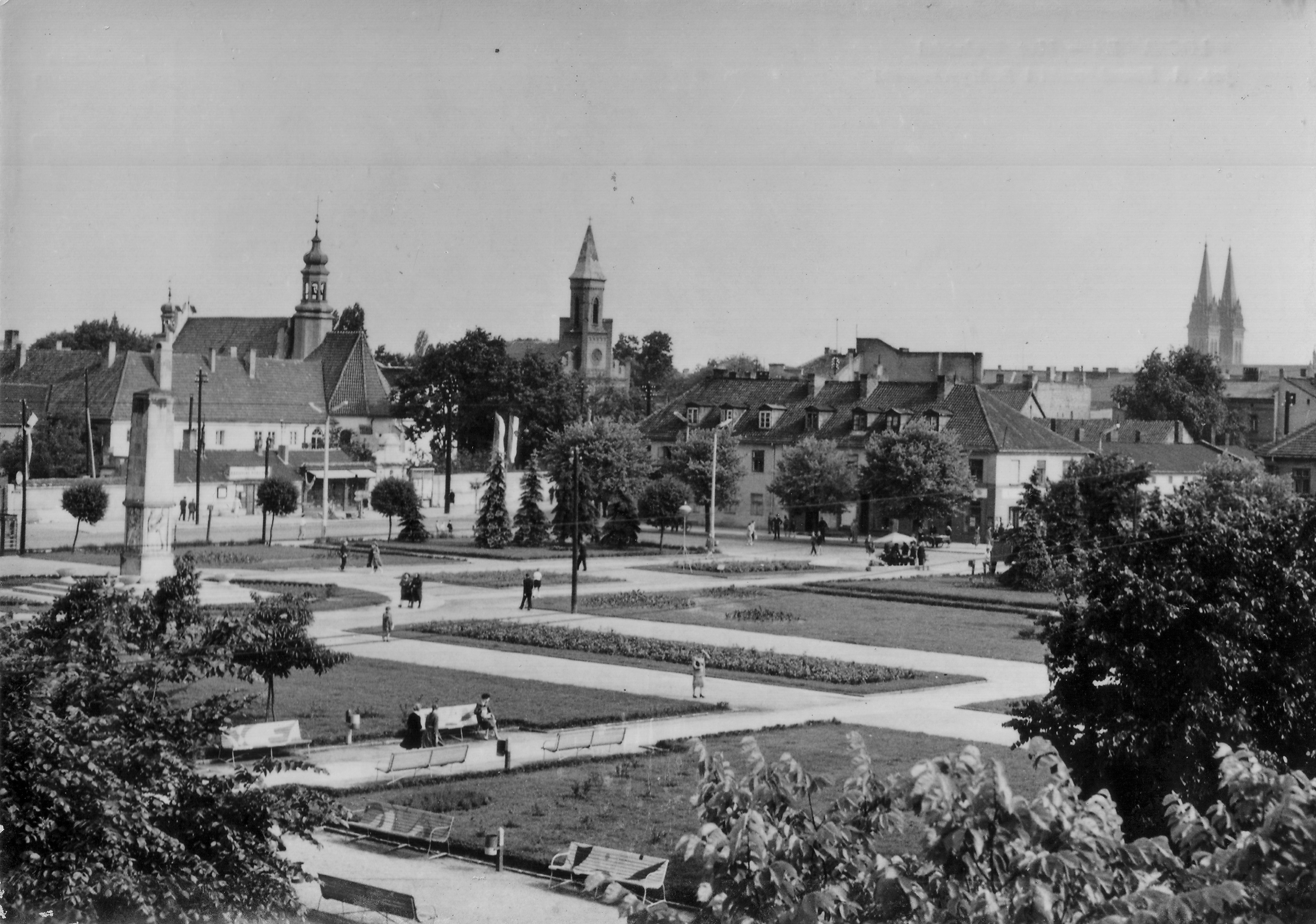
Plac Wolności, 1961 r.

## Historia
Ma kształt prostokąta o wymiarach około 160×130 metrów. Usytuowany jest u zbiegu 8 ulic, w samym sercu Śródmieścia.
Pośrodku placu Wolności położona była cerkiew, uważana za jedną z najpiękniejszych w Królestwie Polskim, rozebrana przez władze miejskie w okresie międzywojennym (tereny te włączono do miejskiego ogrodu, powiększonego również o tereny po rynku). Ogród planowano zlikwidować i na jego obszarze wybudować ratusz oraz teatr, z planów tych nic jednak nie wyszło. Po wojnie w miejscu gdzie niegdyś stała cerkiew pochowano kilku zastrzelonych tam czerwonoarmistów, a następnie wzniesiono pomnik żołnierza radzieckiego, co uniemożliwiało budowę czegokolwiek w najbliższej okolicy (plac Wolności stał się miejscem demonstracji poparcia przedstawicieli Miejskiej Rady Narodowej oraz PZPR dla Armii Czerwonej).

W okresie PRL w imię nowoczesności zaczęto wyburzać przedwojenne kamienice i domy parterowe w otoczeniu placu Wolności, z budynków mających spełniać założenia modernizmu po stronie zachodniej placu wybudowano wieżowiec z wielkiej płyty (tuż przy XVII-wiecznym klasztorze), a po stronie wschodniej siedzibę ZUS oraz Dom Rzemiosła. 

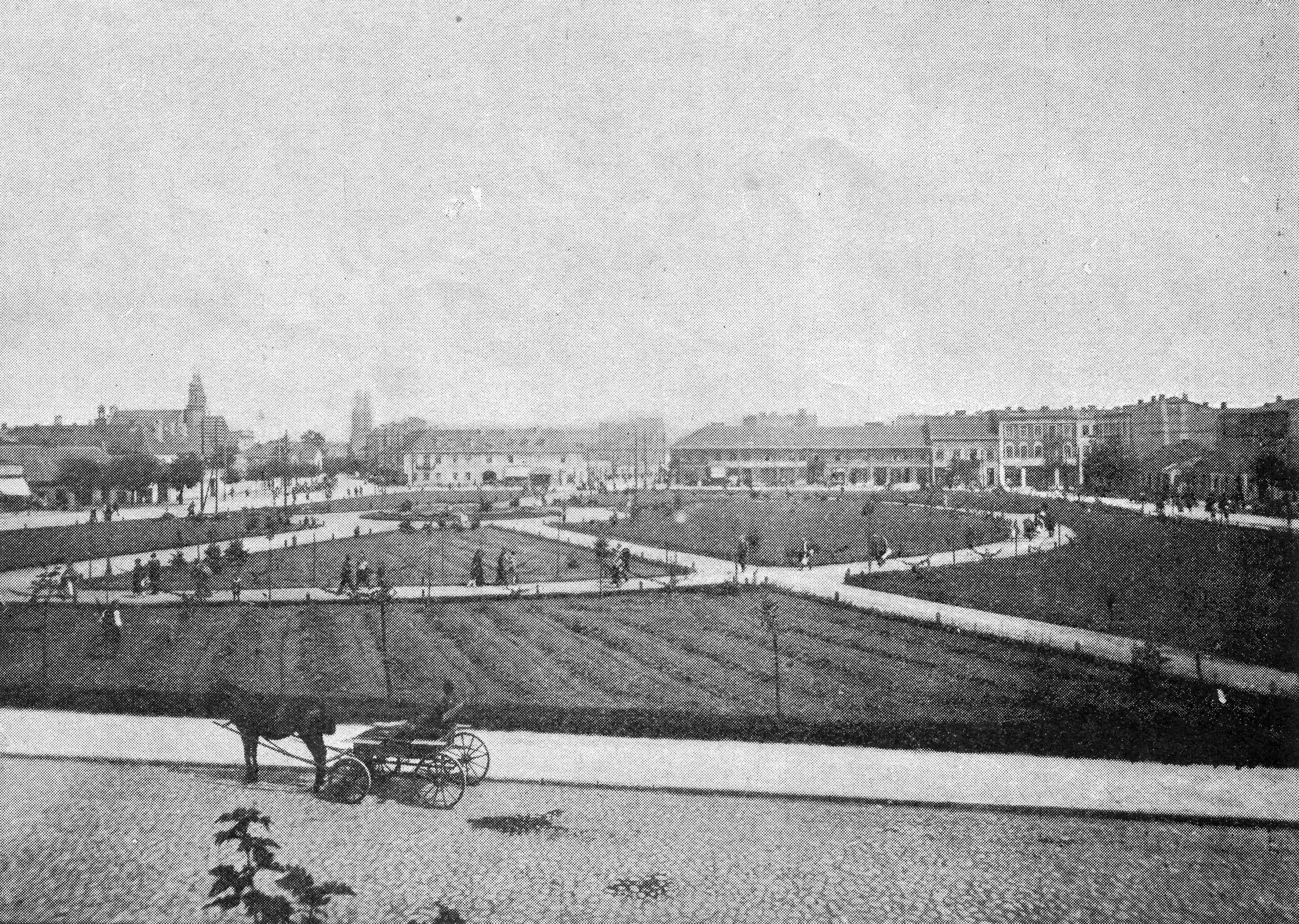
Nowy Rynek (ob. plac Wolności), 1926 r.

Większość starych budynków wokół placu Wolności odrestaurowano dopiero w wolnej Polsce, głównie dzięki środkom pochodzącym od lokalnych przedsiębiorców (właścicieli i współwłaścicieli nieruchomości), duże przychody z handlu i usług zapewniają możliwość przeprowadzania częstych remontów. Od dziesięcioleci plac Wolności zdobią wielobarwne kompozycje kwiatowe. W 1994 na pomnik żołnierza radzieckiego opuszczono dźwigiem obudowę poświęconą pamięci żołnierza polskiego.
5 marca 2009 rozpoczęto przebudowę placu Wolności – zmniejszono liczbę miejsc parkingowych, nakazując parkowanie równoległe do jezdni. Docelowo planowano:
- częściowe zamknięcie ruchu samochodowego w północnej części placu Wolności (pierwotnie miał być zatrzymany cały ruch na tym obszarze, po protestach i rozmowach ze Stowarzyszeniem Właścicieli Włocławskich Nieruchomości ustalono jednak mniej drastyczne zmiany oznakowania dróg)
- reorganizację ruchu samochodowego w zachodniej części placu Wolności (przy wieżowcu miał obowiązywać ruch dwustronny)
- budowę przejścia podziemnego z pasażem handlowym, prowadzącego z części głównej placu Wolności w stronę ulicy Kościuszki
- zmiany w układzie kostki brukowej i rabatek
- budowę fontann i postawienie rzeźb
- ustawienie większej ilości ławek

Pomimo wycofania się miasta z planów budowy parkingu podziemnego przewidywano likwidację większości miejsc parkingowych na placu Wolności. Zapowiedzi te doprowadziły do oprotestowania planów przebudowy przez ponad 200 osób – m.in. właścicieli, najemców i pracowników okolicznych lokali handlowych i usługowych oraz franciszkanów z pobliskiego klasztoru. Po niespełna czterech miesiącach protestów doszło do porozumienia pomiędzy częścią protestujących a prezydentem Włocławka, wynegocjowano utrzymanie znacznej liczby miejsc parkingowych oraz pozostawienie części ruchu samochodowego w północnej części placu Wolności. Ostatecznie pod koniec 2009 roku całkowicie wycofano się z przebudowy placu Wolności – radni wykreślili tę inwestycję z Lokalnego Programu Rewitalizacji.
Pomysłodawcy przebudowy placu Wolności argumentowali, że dzięki przebudowie deptak prowadzący przez ulicę 3 Maja i przez Stary Rynek powiększy się, stanie się popularnym miejscem wypoczynku, ożywi centrum miasta. 
W chwili obecnej deptak nie spełnia jednak swoich funkcji ze względu na największe w mieście zagrożenie pospolitą przestępczością (Starówka regularnie zajmuje pierwsze miejsce w liczbie odnotowywanych we Włocławku przestępstw, w lokalnej prasie często pojawia się określenie „dzielnica cudów”, gdyż często dochodzi tu do zuchwałych napadów). Nazywanie przebudowy tętniącego życiem placu Wolności rewitalizacją niejednokrotnie budziło kontrowersje – plac Wolności należy do najbardziej zadbanych części Śródmieścia.
Sprawa przebudowy placu Wolności odżyła w 2013 r. Prezydent Andrzej Pałucki w jednym z wywiadów oświadczył, że miasto ponownie podejmuje próbę przeprowadzenia tej inwestycji, znów planowane są zmiany w organizacji ruchu.

## Najważniejsze obiekty
Obiekty na Placu Wolności wpisane do rejestru zabytków:
- tzw. Pałac Mühsama przy ul. Kościuszki, z ok. 1894 r.
- Plac Wolności 1 - obecnie siedziba Naczelnej Organizacji Technicznej, 1835 r.
- Plac Wolności 2 - kamienica z 1853 r.
- Plac Wolności 5 - „Hotel Polski", obecnie jest to Hotel Rozbicki, budynek pochodzi z 1772 r.[10]
- Plac Wolności 6 - zespół klasztorny OO. Franciszkanów z lat 1639-1644, a także kościół klasztorny (obecnie kościół parafialny p.w. Wszystkich Świętych) z 1795 r.[11]
- Plac Wolności 10 - kamienica z 1897 r.
- Plac Wolności 11 - kamienica z oficynami, lata 1909-1914,
- Plac Wolności 12 - budynek z oficynami z 1912 r.
- Plac Wolności 13 - kamienica z oficyną z 1882 r.,
- Plac Wolności 14 - oficyna z 1905 r.
- Plac Wolności 15 - kamienica z ok. 1900 r.
- Plac Wolności 16 - budynek wielorodzinny z 1869 r.,
- Plac Wolności 17a - budynek wielorodzinny, lata 1848-1856,
- Plac Wolności 20 - kamienica z oficyną z 1912 r.

## Galeria

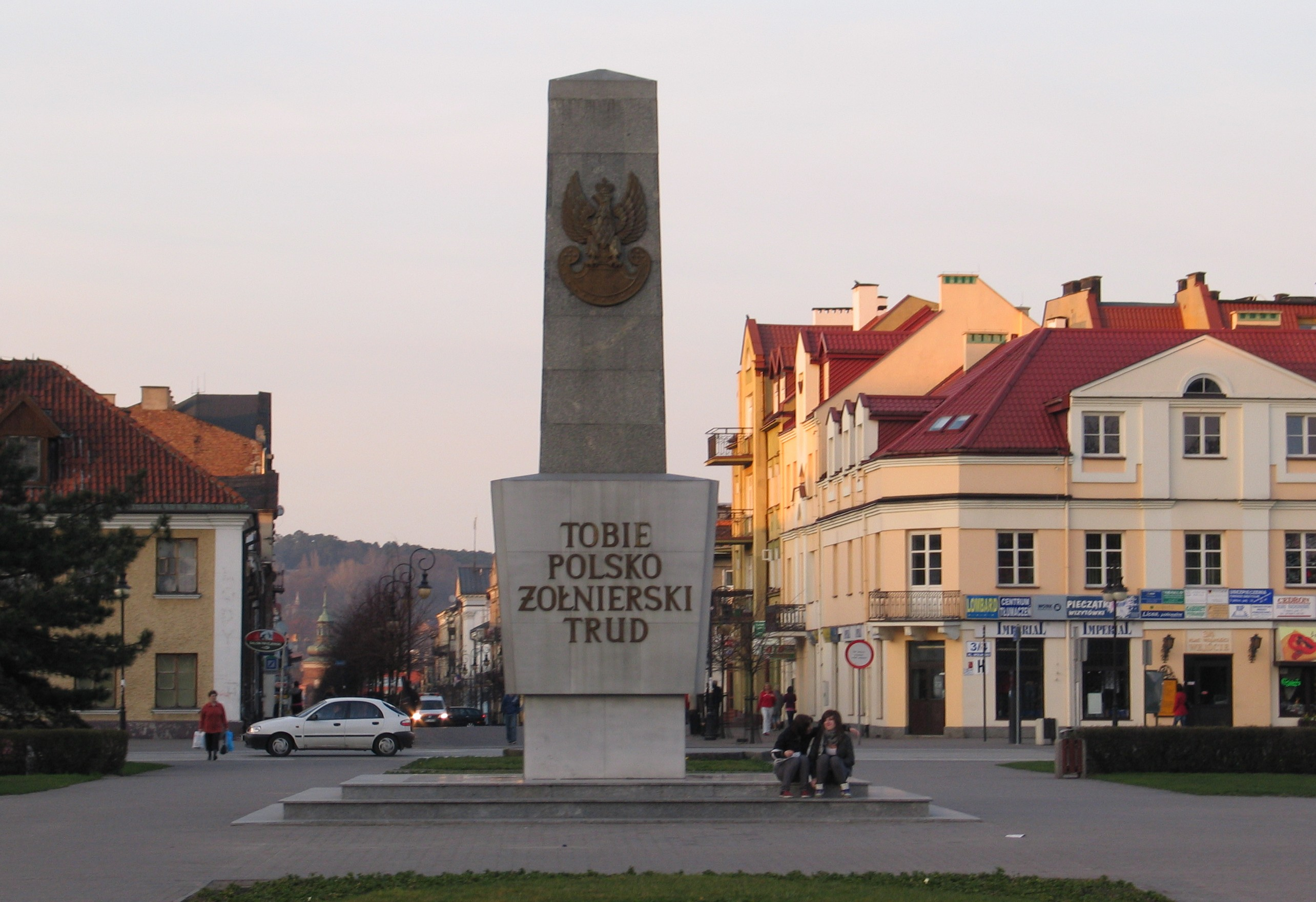
Plac Wolności we Włocławku – widok w stronę ul. 3 Maja
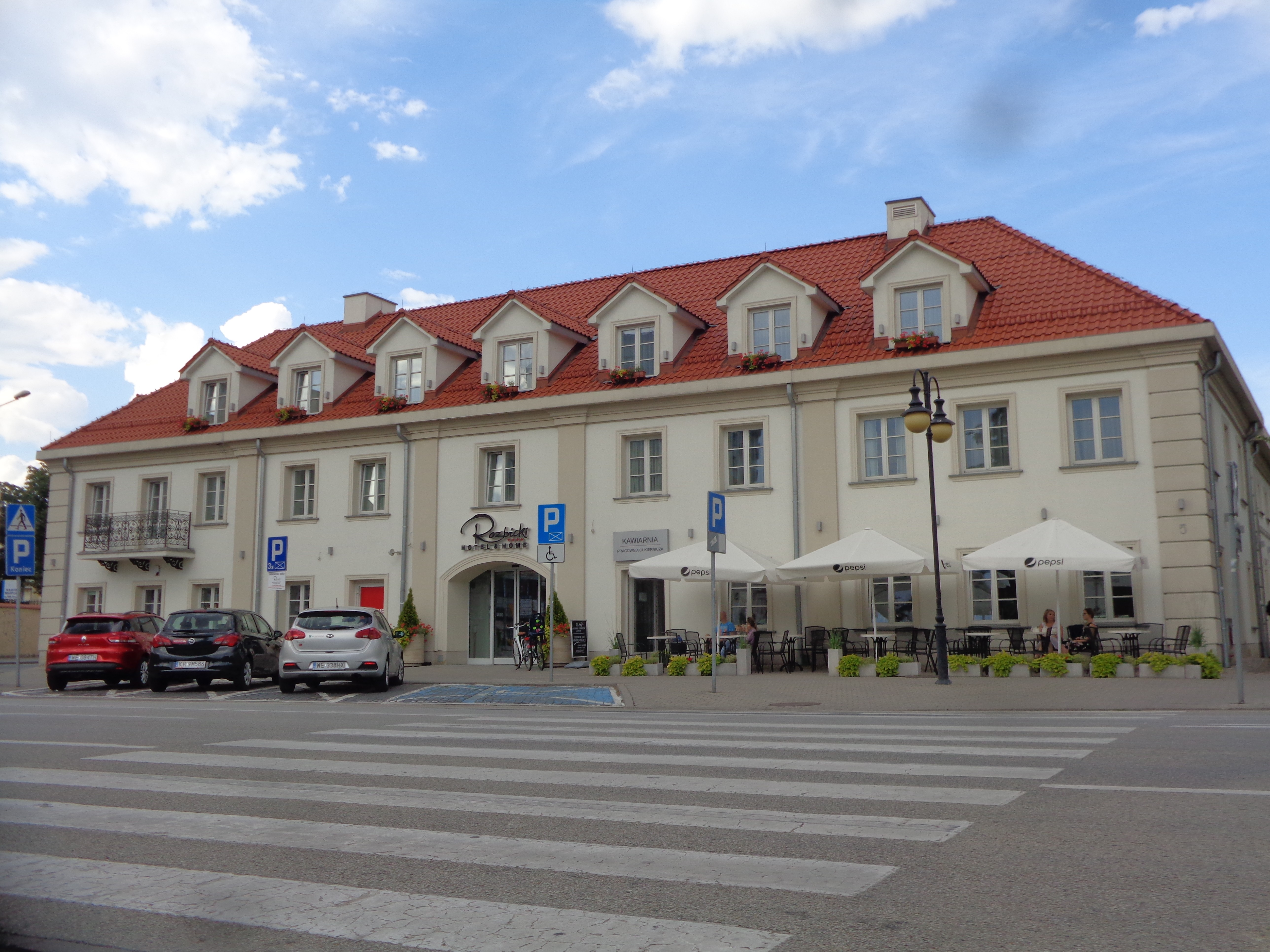
Hotel Rozbicki, Plac Wolności 5
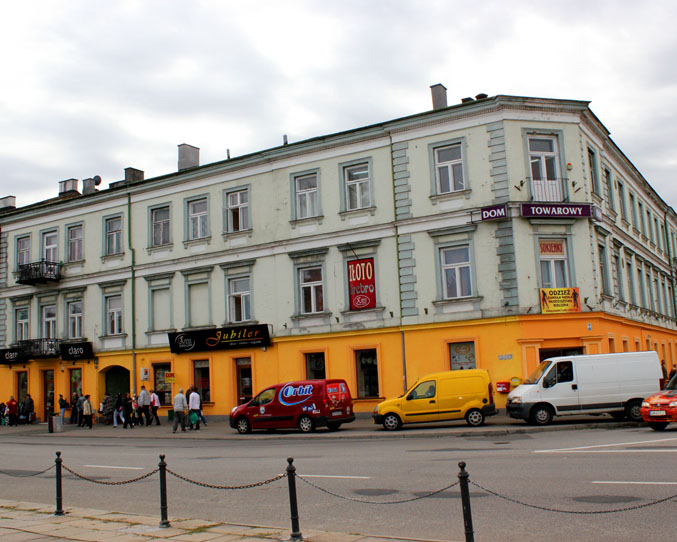
Plac Wolności 11, kamienica z oficynami, 1909-1914 r.
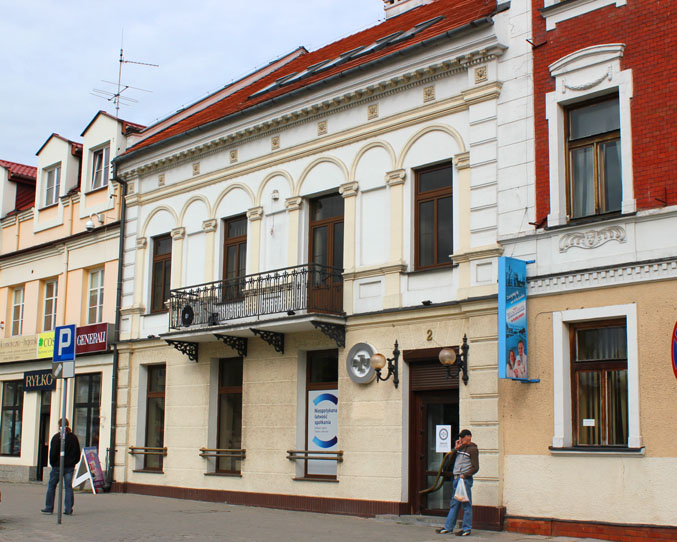
Plac Wolności 2, kamienica z 1853 r.
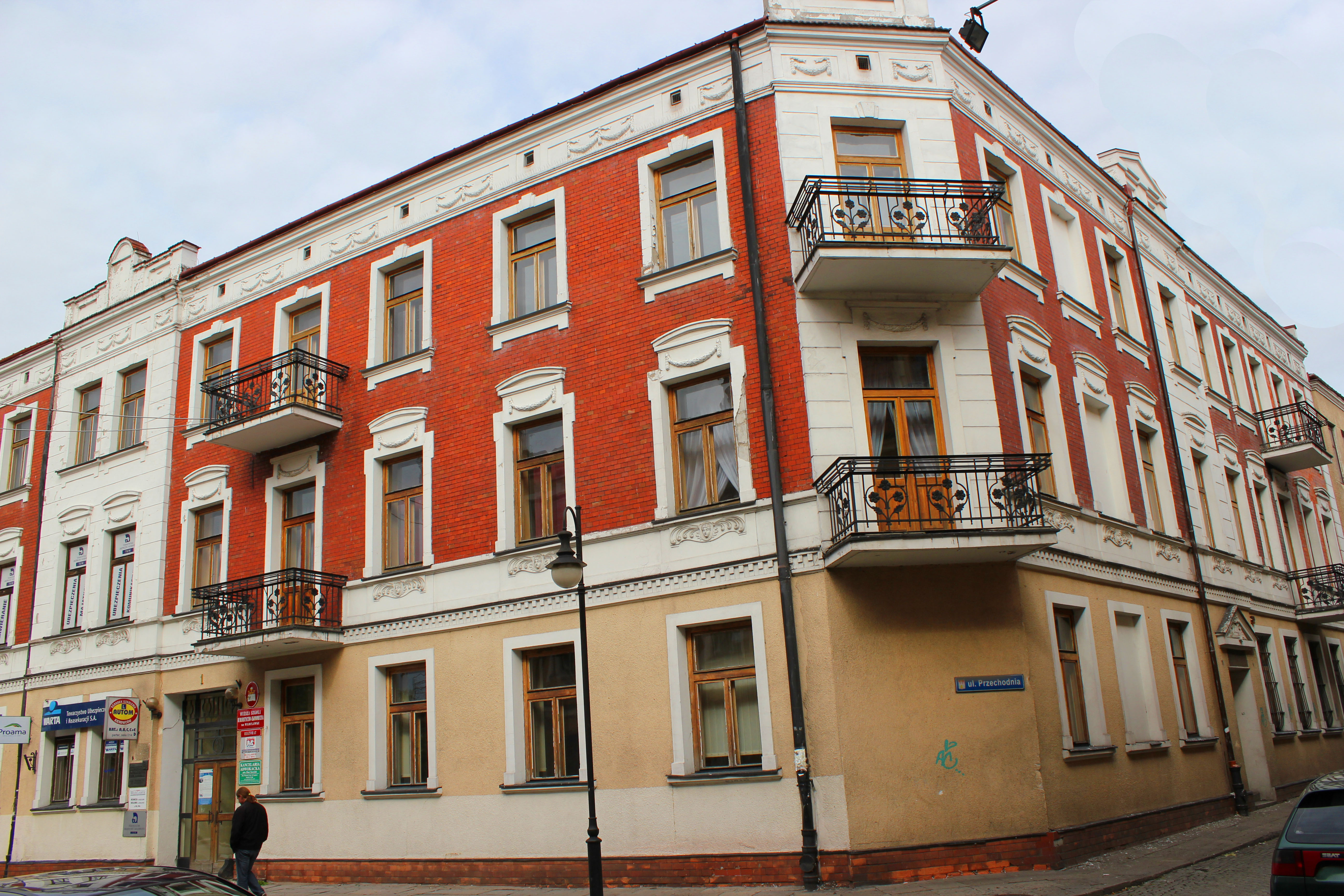
Plac Wolności 1, kamienica 1904-1912 r.
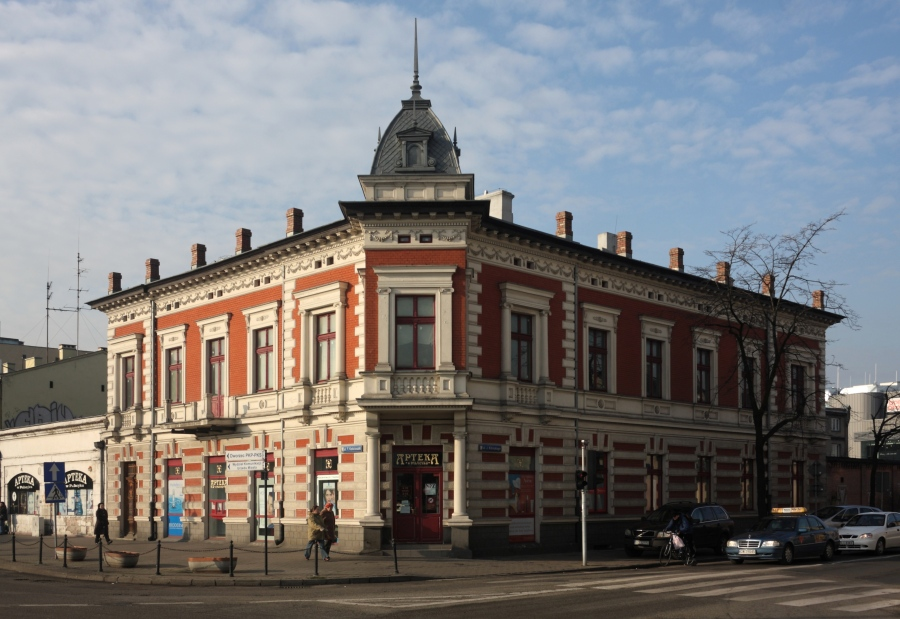
Włocławek, tzw. Pałac Mühsama, wybudowany ok. 1894 r.
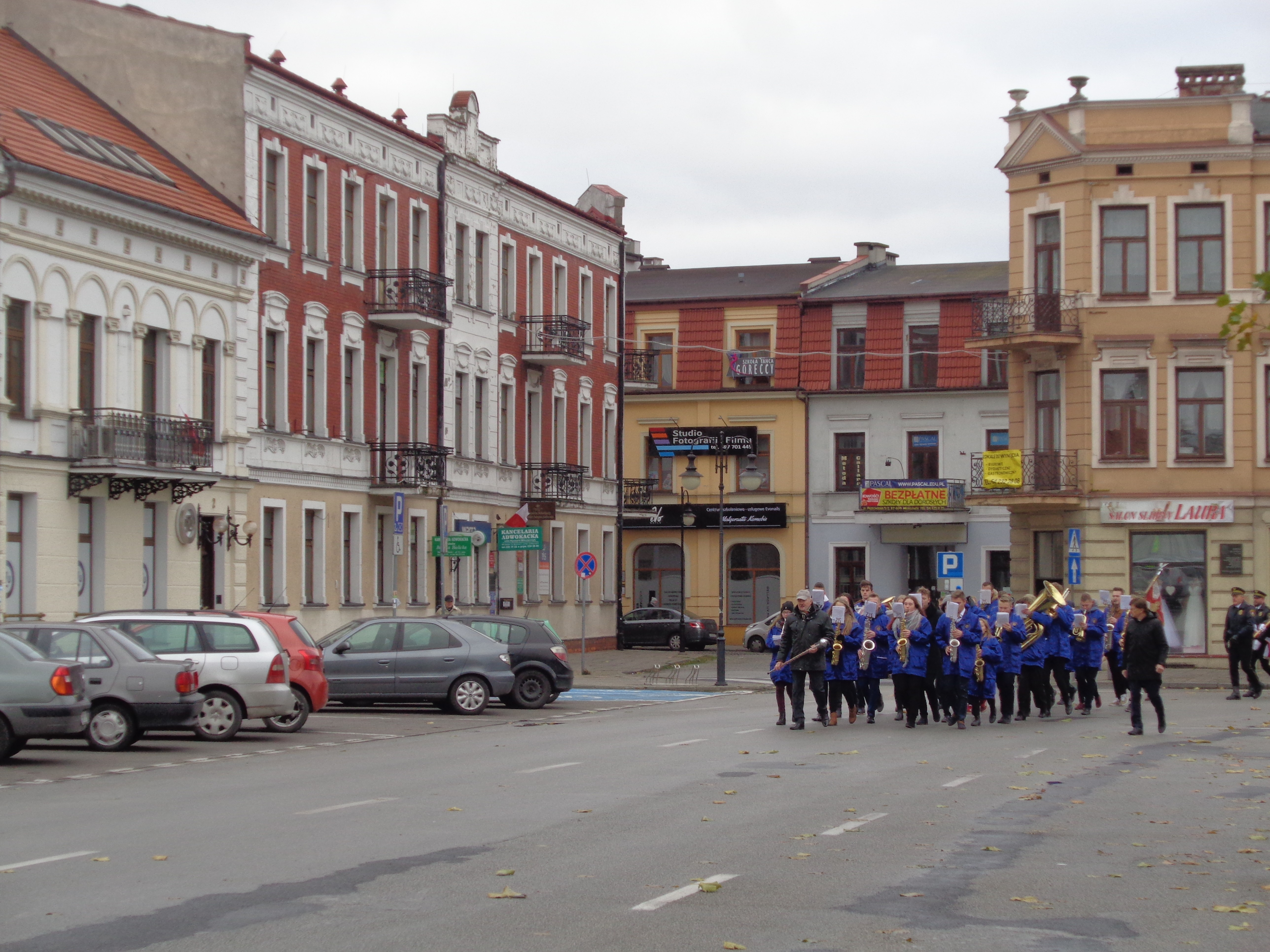
Widok na kamienice na Placu Wolności
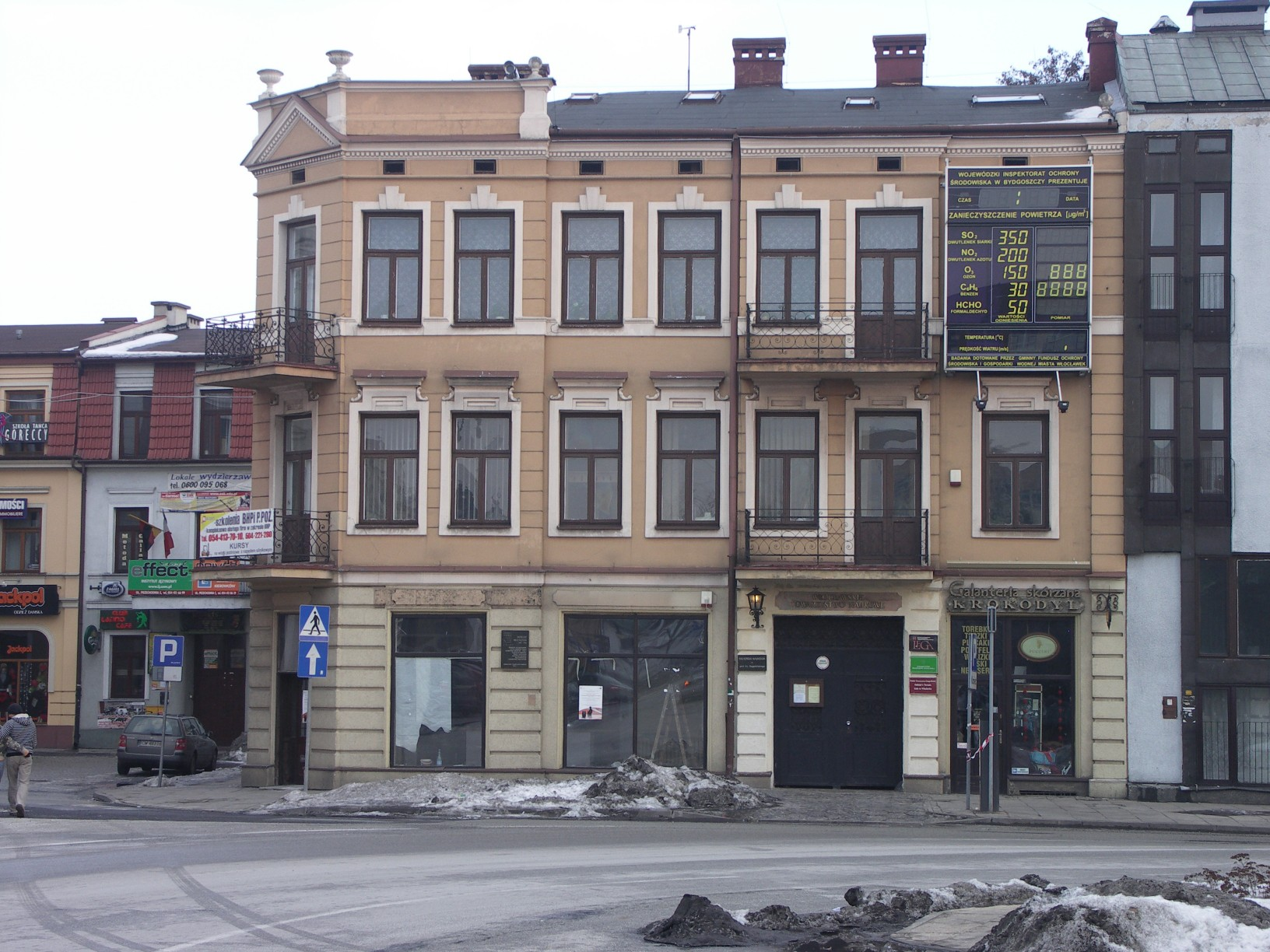
Włocławska kamienica przy Placu Wolności 20.
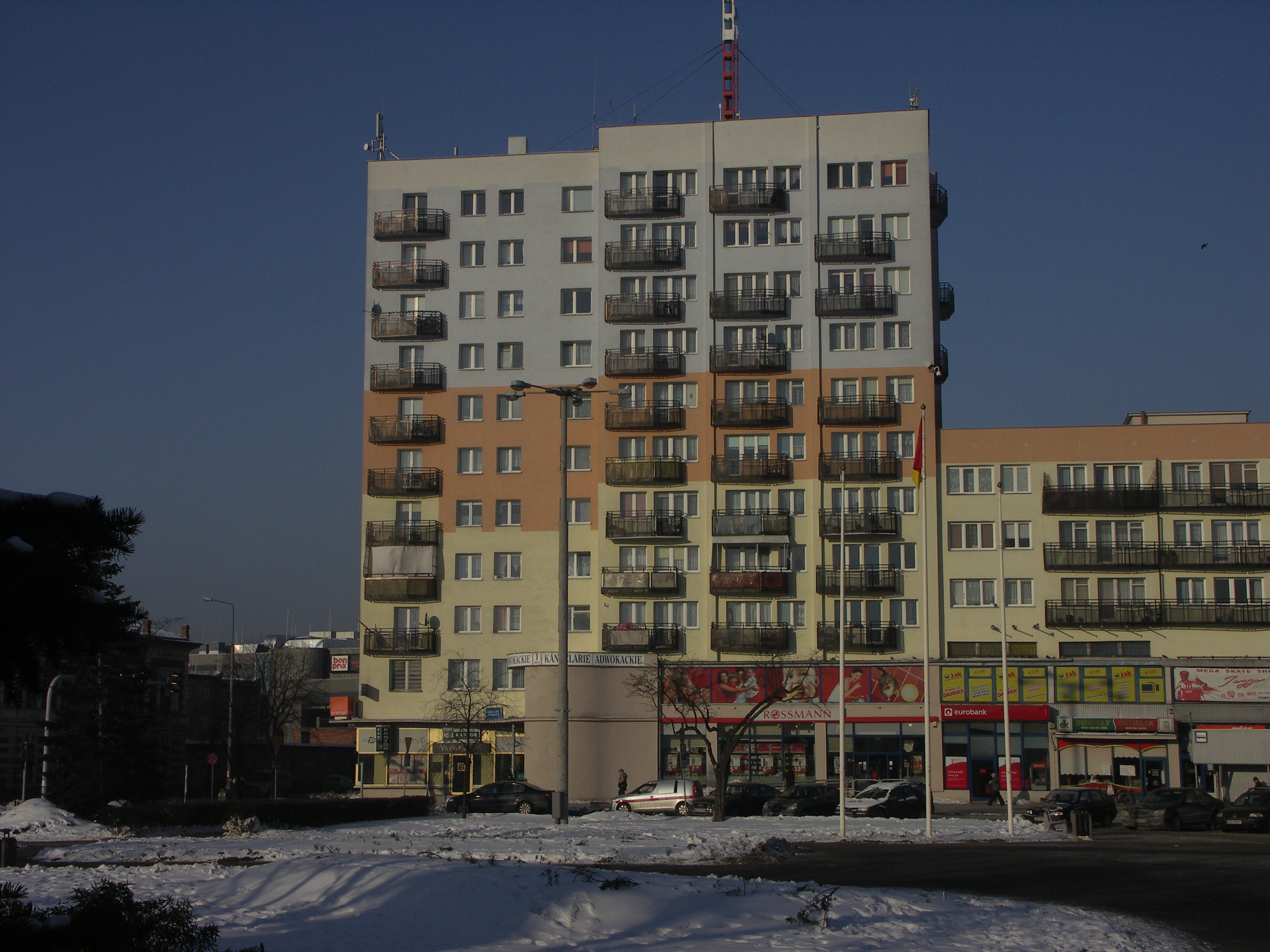
Włocławski wieżowiec tzw. "Gierek" na placu Wolności
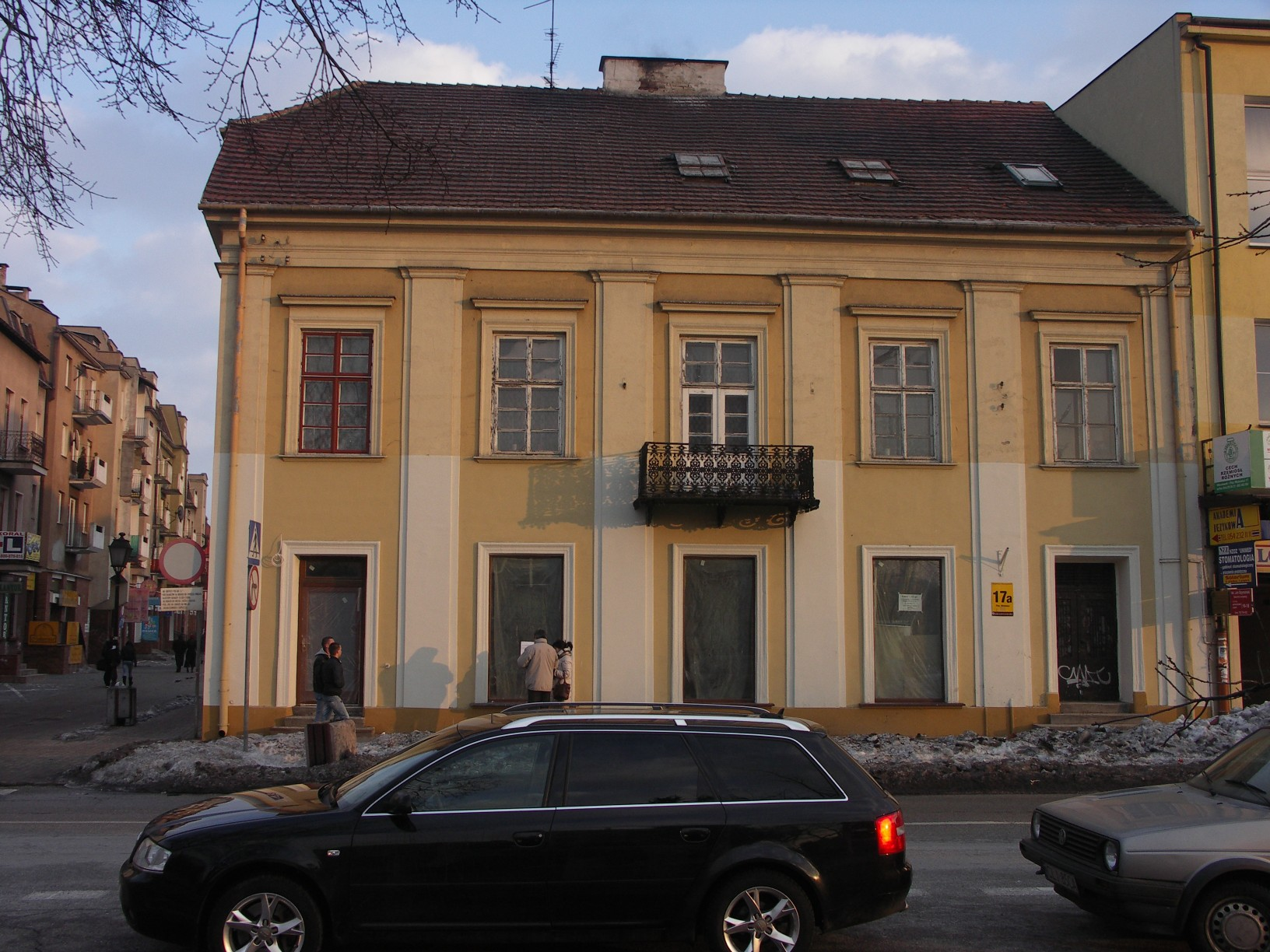
Kamienica z 1856 roku, Plac Wolności 17
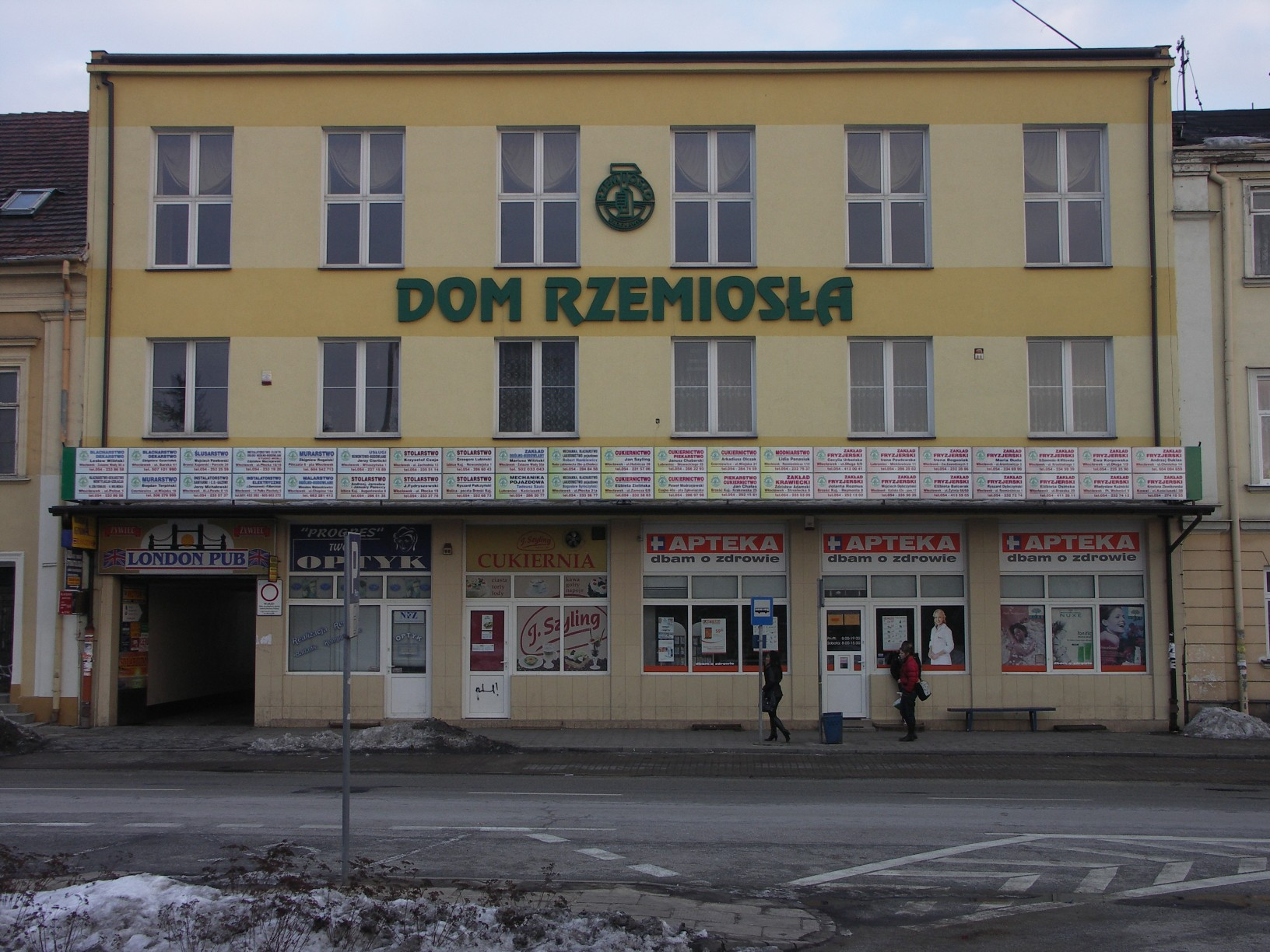
Cech Rzemiosł Różnych we Włocławku
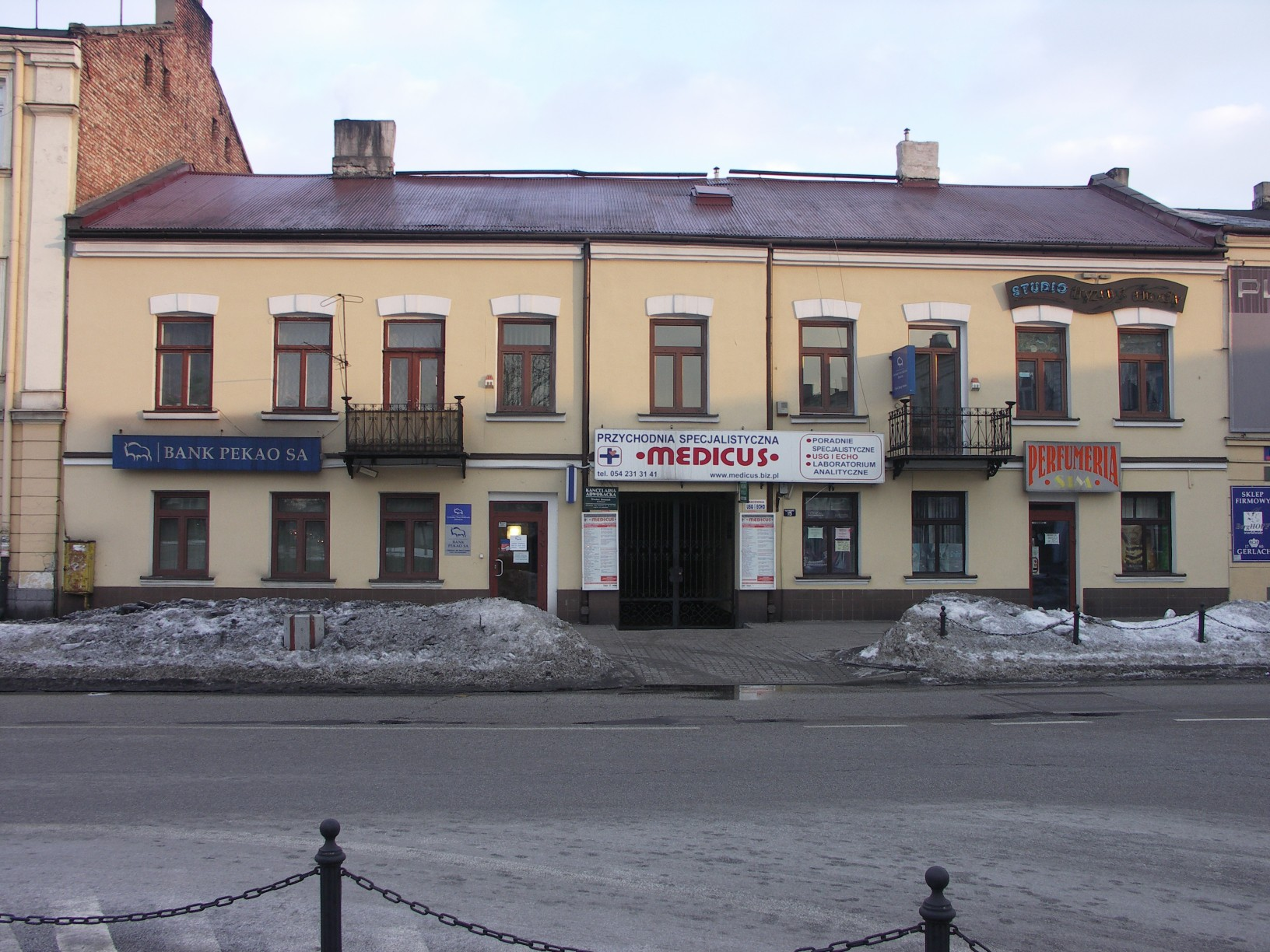
Kamienica przy Placu Wolności 15
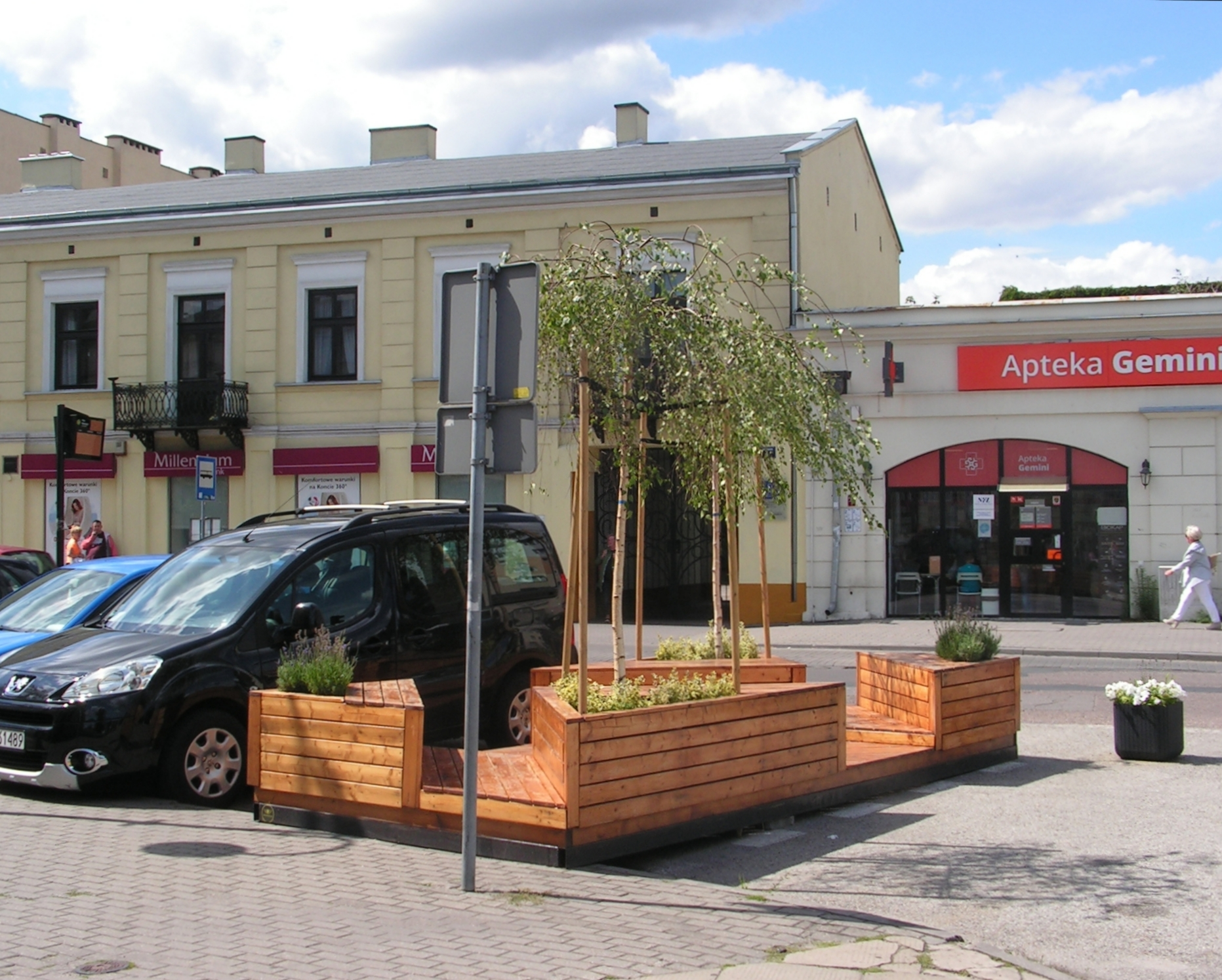
Pierwszy parklet we Włocławku, Plac Wolności-ul. Kościuszki, 2019 r.
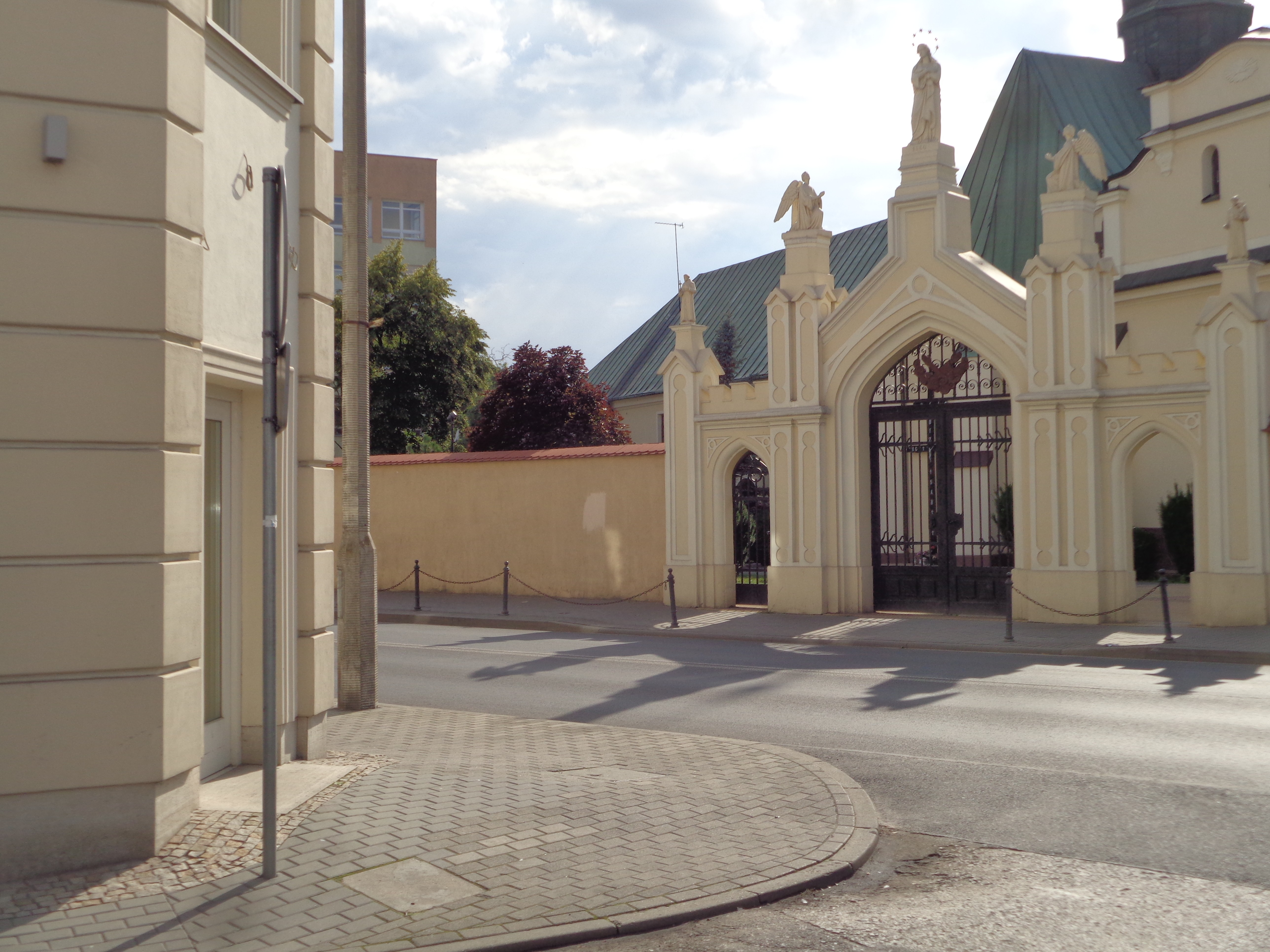
Fragment Hotelu Rozbicki, oraz brama Klasztoru Franciszkanów